# إيدج (لعبة فيديو)
إيدج (بالإنجليزية: Edge) هي لعبة فيديو ألغاز من تطوير شركة موبيجيم لأجهزة آي أو إس بالأساس، الهدف من اللعبة هو دحرجة مُكعب عبر مستويات تشبه المتاهة والوصول إلى الهدف. صدرت اللعبة على آب ستور في ديسمبر 2008، ثُمَ حُذفت عدِة مرات من المتجر بسِبب خلاف بين العلامة التجارية تيم لانغديل من إيدج جيمز، بسِبب استخدام كلمة «إيدج» في العنوان، وهذا تسببَ بإصدار اللعبة لفترةً وجيزة باسم «إيدج» بواسطة فريق موبيجيم وإيدجي. بعد ذلكَ عادت اللعبة باسمها الأصلي إلى متجر التطبيقات في يناير 2010. لاحقًا تمَ إصدار اللعبة على منِصات مُتعددة بما في ذلك الهواتف المحمولة وجهاز بلاي‌ ستيشن بورتبل وبلاي ستيشن 3، ونظام تشغيل مايكروسوفت ويندوز، وماك أو إس، ولينكس، وأندرويد، وجهاز وي يو، وجهاز نينتندو 3دي أس.
أشادَ المُراجعون بتصميم اللعبة البسيط والموسيقى التصويرية الخاصة بها، حصلت اللعبة أيضًا على العديد من الجوائز بما في ذلك جائزة ميلثون لأفضل لعبة محمولة، وتصنيفين في جائزة الألعاب الدولية الخامسة، وترشحت اللعبة لثلاث جوائز في مهرجان الألعاب المُستقلة. تم إصدار نسخة مُطورة بعنوان "Edge Extended" تحتوي هذهِ النسخة على مستويات جديدة وموسيقى جديدة ومحرك ثلاثي الأبعاد جديد، وخصم جديد يعتمد على الذكاء الاصطناعي. تم إصدار هذهِ النُسخة بشِكل مُنفصل كتطبيق مستقل لنظام آي أو إس في 25 أغسطس 2011، ولنظام الأندرويد في 27 يناير 2012. أصدرت Two Tribes النُسخة كمحتوى إضافي قابل للتنزيل لإصدارات نظام الماك أو إس ونظام ويندوز من اللعبة الأصلية وتم تضمينها في إصدارات أجهزة وي يو ونينتندو 3دي أس من اللعبة الأصلية.

## التطوير والإصدار
تمَ تطوير لعبة إيدج بواسطة فريق مُكون من شخصين هما، ديفيد بابازيان وماتيو مالوت، المعروفين معًا باسم موبيجيم. تصورَ مالوت المفهوم الأساسي للعبة وهو دحرجة المكعبات في عام 2004. بدأ تطوير اللعبة في عام 2006. قام بابازيان ببرمجة اللعبة وعمل مالوت كمصمم اللعبة. وبالنسبة لمؤلفي اللعبة هم رومان جوتييه، وسيمون بيرين، وريتشارد مالوت، وجيريمي بيرين، وماثيو مالوت. كان الهدف الأولي للفريق هو تطوير لعبة مخصصة لمنصات الأجهزة المحمولة.لكن بعد إصدار النسخة الأولي، أصبحت اللعبة لاحقًا تدعم لوحة المفاتيح ووحدات تحكم جوي باد. قاموا أيضًا بزيادة عدد المستويات من 26 إلى 46 في غضون بضعة أشهر مع تحديثات مجانية للعبة. بعد فترة وجيزة من عودة اللعبة إلى متجر تطبيقات أبل، قامت موبيجيم بترقية رسومات اللعبة لاحقًا. صدرت اللعبة في الأصل في ديسمبر 2008 ولكن تمت إزالتها من متجر التطبيقات في مايو 2009 في نزاع بشأن علامة تجارية مع تيم لانغديل من إيدج جيمز.
تم إصدار لعبة إيدج في الأصل في ديسمبر سنة 2008. ولكن تمت إزالتها من آب ستور في مايو سنة 2009، في نزاع بشأن العلامة تجارية مع تيم لانغديل صاحب شركة إيدج جيمز للألعاب. وكواحد من عدة نزاعات أثارها لانغديل حول ملكيته الواضحة للعلامة التجارية لكلمة «إيدج» في ألعاب الفيديو، طلب حصة من عائدات اللعبة لكنه لم يتوصل إلى حل مع موبيجيم. عارض محامو موبيجيم قابلية إنفاذ علامة لانغديل التجارية وتفاصيل اتصالات لانغديل المزعومة. ثم عادت اللعبة بعدها لفترة وجيزة إلى متجر التطبيقات بعد خمسة أشهر تحت عنوان إيدج من موبيجيم، على الرغم من عدم توصلها لاتفاق مع لانغديل. ولكن أبل أزالتها مرة أخرى بعد شهر، ثم عادت اللعبة إلى آب ستور باسم إيدجي في شهر ديسمبر من نفس السنة. ولكن شركة موبيجيم أزالتها خوفًا من أن يستخدم لانغديل السابقة القانونية في معركته القانونية ضد إلكترونيك آرتس. وبحلول يناير من سنة 2010، أصبحت لعبة إيدج متاحة بٳسمها الأصلي في دول أخرى غير الولايات المتحدة والمملكة المتحدة. وعاد إلى متجر التطبيقات الأمريكي بنفس الٳسم بعد عدة أشهر.
أصدرت شركة موبيجيم توسيعًا للعبة، وهو نسخة مُطورة بعنوان إيدج الموسعة (Edge Extended)، والتي تعتبر إصدار مستقل لنظام آي أو إس في 25 أغسطس سنة 2011، وللأندرويد في 27 يناير سنة 2012. وعلى عكس لعبة إيدج الأصلية، التي يقترب محركها ثنائي الأبعاد المتطور من عرض المحرك ثلاثي الأبعاد، يستخدم الٳصدار الجديد محرك رسومات ثلاثي الأبعاد جديد مع تحسينات في العرض لشاشة رتينا وآي باد 2. كما تم التعاقد مع جيريمي تورتون كمصمم ومطور مستويات جديد للعبة. في عام 2013، تم تحديث كل من إيدج وإيدج الموسعة بدعم الشاشة العريضة.
في 17 ديسمبر سنة 2009، قامت شركة كونيكتوميديا بنقل اللعبة إلى إصدارات الهواتف المحمولة في أوروبا. ثم ٳنتقلت موبيجيم أيضًا إلى شبكة بلاي ستيشن نيتورك في 2 ديسمبر سنة 2010 بدول الٳتحاد الأوروبي، و20 سبتمبر سنة 2011 في أمريكا الشمالية. وقامت شركة تو تريبز هي الأخرى بنقل اللعبة إلى ستيم في 11 أغسطس سنة 2011، وعلى متجر برامج الماك في 19 أغسطس من نفس السنة. أما إصدار أندرويد فقد عرض في 3 فبراير سنة 2012، كجزء من أول حزمة لهمبل بندل.
طورت شركة تو تريبز إصدارات الويندوز ووي يو، وشاركت في تطوير إصدار نينتندو 3دي أس مع شركة كوزميغو. وقامت الشركة كذالك بتحويل أدوات التحكم من الإمالة واللمس ٳلى لوحة المفاتيح ويد التحكم التناظرية. بالإضافة إلى ذلك، أنشأت تو تريبز مستويات إضافية وإنجازات جديدة ولوحات صدارة جديدة وخيارات تعديل دقة الشاشة. ويحتوي كل من إصداري وي يو ونينتندو 3دي أس على جميع المستويات من النسخة الأصلية والنسخة الموسعة ونسخة الويندوز. تم قامت تو تريبز كذالك بنقل النسخة الموسعة كتوسيع محتوى قابل للتنزيل على إصدارات الويندوز وماك أو إس الحالية في 28 أغسطس سنة 2011. كما قامت بنقل كل من إيدج وإيدج الموسعة كإصدار واحد على وي يو ونينتندو 3دي أس، وتم إصدارها رسمياً وعلى التوالي في 21 نوفمبر و26 ديسمبر من سنة 2013.
بالنسبة للموسيقى التصويرية الأصلية للعبة فقد تم ٳصدارها يوم 13 مارس من سنة 2009.

## اللعب

أسلوب اللعب في لعبة إيدج، (إصدار آي أو إس)

لعبة إيدج هي لعبة فيديو ألغاز مع وجهة نظر متساوية القياس، يقوم اللاعب فيها بتحريك مكعب عن طريق دحرجته في اتجاه معين. ويمكن للمكعب أن يتسلق درجات تساوي ارتفاع المكعب، كما يمكن للمكعب أن يتدلى عبر حواف معينة لعبور فجوات كبيرة، من خلال موازنته على طول حافة الجدار أو الفضاء. يكمن الهدف من اللعبة في التنقل بالمكعب عبر مستويات تشبه المتاهة والوصول إلى المستوى الأخير وتجاوزه. تتكون المستويات من منصات، وكتل متحركة، ومفاتيح وموشورات قابلة للتحصيل. وبعد إكمال كل مستوى، يتلقى اللاعب تصنيفًا للأداء بناءً على وقت الإكمال وعدد الموشورات التي تم الحصول عليها وعدد مرات سقوط المكعب عن الخريطة. يؤدي جمع كل الموشورات في مستوى وتنظيفه بسرعة إلى حصول اللاعب على رتبة خاصة. يمكن للاعب تقليل وقت إتمام المستوى عن طريق جعل المكعب معلقًا على حواف المتاهة لفترات طويلة. توفر إصدارات الهواتف الذكية ثلاثة أنظمة تحكم، وهي تمرير الأصابع عبر الشاشة وهو نظام التنحكم الافتراضي، أو الضغط على الأزرار الموجودة على الشاشة، أو إمالة الهاتف الذكي. وهناك حوالي 45 مستوى رئيسي وثلاثة مستويات إضافية قابلة للفتح. يؤدي إكمال جميع المستويات الـ 48 إلى فتح وضع التيربو، والذي يجعل المستويات تتحرك بوتيرة أسرع.
تضيف النسخة الموسعة من اللعبة 48 مستوى جديدًا وميزات جديدة أخرى. كما تستبدل هذه النسخة وضع تيربو بنمط الشبح. فبمجرد اكتمال جميع المستويات، يتيح وضع الشبخ للاعب التسابق ضد لعبته السابقة في شكل مكعب شبح. تقدم النسخة الموسعة أيضًا مكعباً أسوداً يتحكم فيه الذكاء الاصطناعي ويتحرك من تلقاء نفسه ويمكن أن يعطل اللاعب عن طريق حظر المسارات والضغط على المفاتيح.

## الجوائز والتقييم

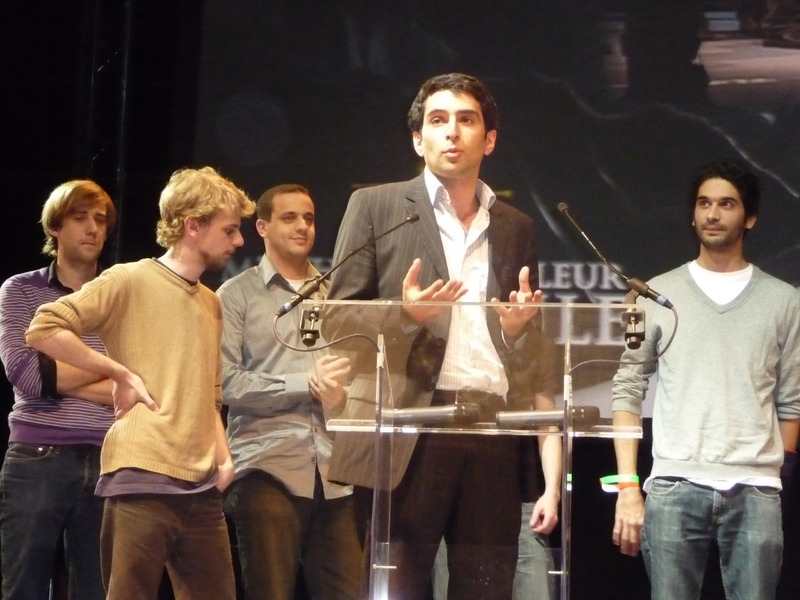
موبيجيم في مهرجان باريس للألعاب 2008

فازت إيدج بجائزة ميلثون لأفضل لعبة هاتف محمول في مهرجان باريس للألعاب في عام 2008، وفئتي «التميز في اللعب» و«جائزة اختيار المشغل» في حفل توزيع جوائز الألعاب المحمولة الدولية الخامس. وتم ترشيح اللعبة لـ «أفضل لعبة هاتف محمول» و«أفضل تأثير صوتي» و«أفضل لعبة آيفون» في مهرجان الألعاب المستقلة لعام 2009. تم تضمين اللعبة في أفضل ألعاب آيفون لمجلة إدج المختصة بألعاب الفيديو اعتبارًا من عام 2011، وظهرت في إصدار 2010 من كتاب 1001 لعبة فيديو يجب أن تلعبها قبل أن تموت.
لقيت اللعبة استحسان النقاد، وإن كانت بدرجات متفاوتة بناءً على المنصة. حصل إصدار الكمبيوتر على درجة 74/100 من ميتاكريتيك، بناءً على 12 مراجعة. وحصل إصدار وي يو من اللعبة على 79/100 درجة من ميتاكريتيك، من أصل 9 مراجعات. وقد أشاد العديد من المراجعين بجماليات اللعبة البسيطة وتصميم المستوى الحيوي والموسيقى التصويرية. وفيما يلي تقييمات اللعبة من طرف موقعي غيم رانكينغز وميتاكريتيك:
| النسخة       | غيم رانكينغز                                             | ميتاكريتيك                         |
| ------------ | -------------------------------------------------------- | ---------------------------------- |
| إيدج الاصلية | 88% (آي أو إس) 85% (بلاي ستيشن) 73% (ويندوز) 79% (وي يو) | - - 74/100 (ويندوز) 79/100 (وي يو) |
| إيدج الموسعة | 94% (آي أو إس)                                           | 91/100 (آي أو إس)                  |

## روابط خارجية
- الموقع الرسمي للعبة
- الموسيقى التصويرية الرسمية